# Condado de Lacombe
El condado de Lacombe es un distrito municipal canadiense situado en la provincia de Alberta.

## Superficie
Lacombe tiene una superficie de 2759,12 km².

## Demografía
En 2021, tenía 10 283 habitantes, una densidad poblacional de 3,7 hab./km², y 4616 viviendas.